# Anchorage Wolverines
Anchorage Wolverines är ett amerikanskt juniorishockeylag som spelar i North American Hockey League (NAHL) sedan 2021. De spelar sina hemmamatcher i inomhusarenan Ben Boeke Ice Rink i Anchorage i Alaska. Wolverines har ännu inte vunnit Robertson Cup, som delas ut till det lag som vinner NAHL:s slutspel.
Laget har ännu inte fostrat någon nämnvärd spelare.